# Új-Zéland az 1980. évi téli olimpiai játékokon
Új-Zéland az egyesült államokbeli Lake Placidben megrendezett 1980. évi téli olimpiai játékok egyik részt vevő nemzete volt. Az országot az olimpián 1 sportágban 5 sportoló képviselte, akik érmet nem szereztek.

## Alpesisí
Férfi
| Versenyző      | Versenyszám      | 1. futam      | 1. futam      | 2. futam      | 2. futam      | Összesítés | Összesítés |
| Versenyző      | Versenyszám      | Idő           | Hely.         | Idő           | Hely.         | Idő        | Helyezés   |
| -------------- | ---------------- | ------------- | ------------- | ------------- | ------------- | ---------- | ---------- |
| Stuart Blakely | Lesiklás         |               |               |               |               | 1:55,41    | 32.        |
| Stuart Blakely | Műlesiklás       | nem ért célba | nem ért célba | kiesett       | kiesett       | kiesett    | kiesett    |
| Stuart Blakely | Óriás-műlesiklás | 1:32,99       | 54.           | nem ért célba | nem ért célba | kiesett    | kiesett    |
| Scott Kendall  | Műlesiklás       | 1:02,27       | 31.           | 58,72         | 27.           | 2:00,99    | 26.        |
| Scott Kendall  | Óriás-műlesiklás | nem ért célba | nem ért célba | kiesett       | kiesett       | kiesett    | kiesett    |
| Mark Vryenhoek | Műlesiklás       | nem ért célba | nem ért célba | kiesett       | kiesett       | kiesett    | kiesett    |
| Mark Vryenhoek | Óriás-műlesiklás | nem ért célba | nem ért célba | kiesett       | kiesett       | kiesett    | kiesett    |

Női
| Versenyző      | Versenyszám      | 1. futam       | 1. futam       | 2. futam | 2. futam | Összesítés | Összesítés |
| Versenyző      | Versenyszám      | Idő            | Hely.          | Idő      | Hely.    | Idő        | Helyezés   |
| -------------- | ---------------- | -------------- | -------------- | -------- | -------- | ---------- | ---------- |
| Anna Archibald | Lesiklás         |                |                |          |          | 1:46,68    | 26.        |
| Anna Archibald | Óriás-műlesiklás | 1:25,82        | 38.            | 1:40,32  | 32.      | 3:06,14    | 32.        |
| Fiona Johnson  | Műlesiklás       | idő nem ismert | idő nem ismert | kiesett  | kiesett  | kiesett    | kiesett    |
| Fiona Johnson  | Óriás-műlesiklás | 1:24,62        | 36.            | 1:36,04  | 29.      | 3:00,66    | 30.        |